# Tom Middelburg
Tom Middelburg (13 augustus 1980) is een Nederlands schaker.  Hij is sinds 2004 een Internationaal Meester (IM). 
In 1997 werd hij op 17-jarige leeftijd  met 6 pt. uit 7 kampioen van de Rotterdamse Schaakbond (RSB). In 1999 werd hij met 6.5 uit 9 de beste Nederlander op het Open Nederlands Jeugdkampioenschap, gehouden in Hengelo; het toernooi werd met 7.5 pt. uit 9 gewonnen door de Griek Stelios Halkias.
In 2002 was hij coach van Bianca Muhren en Marlies Bensdorp bij het Open toernooi van Cappelle la Grande. In 2008 was zijn KNSB-rating 2370.  
Tom Middelburg is lid van het Leidsch Schaakgenootschap. 